# Frankrikes Grand Prix 1978
Frankrikes Grand Prix 1978 var det nionde av 16 lopp ingående i formel 1-VM 1978. 

## Resultat
1. Mario Andretti, Lotus-Ford , 9 poäng
2. Ronnie Peterson, Lotus-Ford, 6
3. James Hunt, McLaren-Ford, 4
4. John Watson, Brabham-Alfa Romeo, 3
5. Alan Jones, Williams-Ford, 2
6. Jody Scheckter, Wolf-Ford, 1
7. Jacques Laffite, Ligier-Matra
8. Riccardo Patrese, Arrows-Ford
9. Patrick Tambay, McLaren-Ford
10. Didier Pironi, Tyrrell-Ford
11. Hans-Joachim Stuck, Shadow-Ford
12. Gilles Villeneuve, Ferrari
13. Jochen Mass, ATS-Ford
14. René Arnoux, Martini-Ford
15. Rolf Stommelen, Arrows-Ford
16. Keke Rosberg, ATS-Ford
17. Vittorio Brambilla, Surtees-Ford
18. Carlos Reutemann, Ferrari

### Förare som bröt loppet
- Brett Lunger, BS Fabrications (McLaren-Ford) (varv 45, motor)
- Emerson Fittipaldi, Fittipaldi-Ford (43, upphängning)
- Rupert Keegan, Surtees-Ford (40, motor)
- Bruno Giacomelli, McLaren-Ford (28, motor)
- Niki Lauda, Brabham-Alfa Romeo (10, motor)
- Patrick Depailler, Tyrrell-Ford (10, motor)
- Clay Regazzoni, Shadow-Ford (4, elsystem)
- Jean-Pierre Jabouille, Renault (1, motor)

### Förare som ej kvalificerade sig
- Arturo Merzario, Merzario-Ford
- Derek Daly, Ensign-Ford
- Hector Rebaque, Rebaque (Lotus-Ford)

## VM-ställning
| Förarmästerskapet 1. Mario Andretti, Lotus-Ford, 45 2. Ronnie Peterson, Lotus-Ford, 36 3. Niki Lauda, Brabham-Alfa Romeo, 25 | Konstruktörsmästerskapet 1. Lotus-Ford, 58 2. Brabham-Alfa Romeo, 34 3. Tyrrell-Ford, 25 |